# José Matías López
José Matías López Orrego, político chileno, fue comandante general de Marina durante los años 1831 y 1833, máxima autoridad de la Armada de Chile.
| Predecesor: José María de la Cruz | Comandante general de Marina 1831-1833 | Sucesor: Diego Portales |